# Narodi svijeta P
Narodi svijeta P
Pà Thẻn. Ostali nazivi:
- Lokacija: Vijetnam
- Jezik/porijeklo:
- Populacija:
- Kultura:
- Vanjske poveznice:

Palaung. Ostali nazivi: De'ang
- Lokacija: zapadni Yunnan, Kina, osobito na planinama Santai, Mjanmar i Tajland.
- Jezik/porijeklo: mon-kmerski, austroazijski
- Populacija (2007):
- Kultura: uzgajivači čaja i bambusa. žive u bambusovim kućama. tetoviraju se.
- Vanjske poveznice: The Palaung

Paštrovići, crnogorsko pleme u Primorju
Phù Lá. Ostali nazivi:
- Lokacija: Vijetnam
- Jezik/porijeklo:
- Populacija:
- Kultura:
- Vanjske poveznice:

Piperi, crnogorsko pleme, jedno od 'sedmoro brda'
Piva, crnogorsko pleme u Staroj Hercegovini (Crna Gora)
Pješivci (Gornji i Donji), crnogorsko pleme u Katunskoj nahiji
Planinski Židovi. Ostali nazivi: Gorski Židovi, Dagh Chufuti, Judeo-Tati, Mountain Jews (engleski), Горские евреи (ruski)
- Lokacija: nekoliko sela u Dagestanu i Azerbajdžanu (Krasnaya Sloboda, Vartashen), nešto u sjevernom kavkazu
- Jezik/porijeklo:
- Populacija (2007):
- Vanjske poveznice:

Pobori, crnogorsko pleme u primorju
Podgor, crnogorsko pleme u Crmničkoj nahiji
Poljaci. Ostali nazivi:
- Lokacija: Poljska
- Jezik/porijeklo: poljski. Slavenski narodi
- Populacija (2007):
- Vanjske poveznice:

Portugalci. Ostali nazivi:
- Lokacija: Portugal
- Jezik/porijeklo: portugalski. Romanski narodi
- Populacija (2007):
- Vanjske poveznice:

Prijedojevići, crnogorsko pleme u Hercegovini
Pu Péo. Ostali nazivi:
- Lokacija: Vijetnam
- Jezik/porijeklo:
- Populacija:
- Kultura:
- Vanjske poveznice:

Pa'a (Pa'awa Afawa)   	Bauchi, Nigerija
Pai   	Plateau, Nigerija
Panyam   	Taraba, Nigerija
Pero   	Bauchi, Nigerija
Pire   	Adamawa, Nigerija
Pkanzom   	Taraba, Nigerija
Poll   	Taraba, Nigerija
Polchi Habe   	Bauchi, Nigerija
Pongo (Pongu)   	Niger, Nigerija
Potopo   	Taraba, Nigerija
Pyapun (Piapung)   	Plateau, Nigerija
Punthamara (QLD), Puneitja (NT), Punaba (WA), Potidjara (WA), Potaruwutj (SA), Portaulun (SA), Pontunj (QLD), Pongaponga (NT), Pitjara (QLD), Pitjandjara (SA), Pitapita (QLD), Pintubi (NT), Pini (WA), Pindjarup (WA), Pindiini (WA), Pilatapa (SA), Pibelmen (WA), Peramangk (SA), Parundji (NSW), Pangkala (SA), Pangerang (VIC), Pandjima (WA), Pakadji (QLD),